# Dialeuropora mangiferae
Dialeuropora mangiferae là một loài côn trùng cánh nửa trong họ Aleyrodidae, phân họ Aleyrodinae.
Dialeuropora mangiferae được Corbett miêu tả khoa học đầu tiên năm 1935.